# Ryan Hartman
Ryan Hartman, född 20 september 1994, är en amerikansk professionell ishockeyspelare som spelar för Minnesota Wild i NHL.
Han har tidigare spelat på NHL-nivå för Philadelphia Flyers, Nashville Predators och Chicago Blackhawks och på lägre nivåer för Rockford IceHogs i AHL, Plymouth Whalers i OHL och USNTDP Juniors (USA Hockey National Team Development Program) i USHL.

## Klubbkarriär

### NHL

#### Chicago Blackhawks
Hartman draftades i första rundan i 2013 års draft av Chicago Blackhawks som 30:e spelare totalt.
Han skrev på sitt treåriga entry level-kontrakt med Blackhawks den 18 november 2013 till ett värde av 2,775 miljoner dollar.
Hartman gjorde totalt 57 poäng på 141 matcher med Blackhawks mellan 2014 och 2018. 

#### Nashville Predators
På trade deadline, den 26 februari 2018, skickade Blackhawks iväg Hartman tillsammans med ett draftval i femte rundan 2018 (Spencer Stastney), till Nashville Predators i utbyte mot ett draftval i första rundan 2018 (Nicolas Beaudin), ett draftval i fjärde rundan 2018 (Philipp Kurashev) och Victor Ejdsell.
Den 16 juli 2018 skrev han på ett ettårskontrakt med klubben, värt 875 000 dollar.

#### Philadelphia Flyers
Den 25 februari 2019 tradades han tillsammans ett villkorligt draftval i fjärde rundan 2020 till Philadelphia Flyers i utbyte mot Wayne Simmonds.

#### Dallas Stars
Han tradades den 24 juni 2019 till Dallas Stars i utbyte mot Tyler Pitlick.

#### Minnesota Wild
Hartman blev free agent den 1 juli 2019 och valde samma dag att skriva på ett tvåårskontrakt med Minnesota Wild värt 3,8 miljoner dollar. Därmed valde han bort Dallas Stars och spelade aldrig för klubben.

## Statistik
| 2007–2008   | Chicago Mission Bantam Minor AAA | T1EMBHL     | 30  | 13 | 11 | 24  | 34  | —  | — | — | —  | —  |
| 2008–2009   | Chicago Mission Bantam Major AAA | T1EBHL      | 31  | 13 | 17 | 30  | 62  | —  | — | — | —  | —  |
| 2009–2010   | Chicago Mission U16              | T1EHL U16   | 38  | 25 | 19 | 44  | 64  | —  | — | — | —  | —  |
| 2010–2011   | USNTDP Juniors                   | USHL        | 35  | 12 | 8  | 20  | 59  | 2  | 1 | 0 | 1  | 17 |
|             | U.S. National U17 Team           |             | 52  | 22 | 12 | 34  | 88  | —  | — | — | —  | —  |
|             | U.S. National U18 Team           |             | 4   | 0  | 1  | 1   | 4   | —  | — | — | —  | —  |
| 2011–2012   | USNTDP Juniors                   | USHL        | 24  | 7  | 9  | 16  | 46  | —  | — | — | —  | —  |
|             | U.S. National U18 Team           |             | 59  | 16 | 25 | 41  | 136 | —  | — | — | —  | —  |
| 2012–2013   | Plymouth Whalers                 | OHL         | 56  | 23 | 37 | 60  | 120 | 9  | 4 | 2 | 6  | 16 |
| 2013–2014   | Plymouth Whalers                 | OHL         | 42  | 17 | 22 | 39  | 48  | 5  | 0 | 4 | 4  | 8  |
|             | Rockford IceHogs                 | AHL         | 9   | 3  | 4  | 7   | 8   | —  | — | — | —  | —  |
| 2014–2015   | Chicago Blackhawks               | NHL         | 5   | 0  | 0  | 0   | 2   | —  | — | — | —  | —  |
|             | Rockford IceHogs                 | AHL         | 69  | 13 | 24 | 37  | 120 | 8  | 2 | 1 | 3  | 8  |
| 2015–2016   | Chicago Blackhawks               | NHL         | 3   | 0  | 1  | 1   | 0   | —  | — | — | —  | —  |
|             | Rockford IceHogs                 | AHL         | 61  | 15 | 20 | 35  | 129 | 3  | 1 | 0 | 1  | 4  |
| 2016–2017   | Chicago Blackhawks               | NHL         | 76  | 19 | 12 | 31  | 70  | 4  | 0 | 0 | 0  | 14 |
| 2017–2018   | Chicago Blackhawks               | NHL         | 57  | 8  | 17 | 25  | 58  | —  | — | — | —  | —  |
|             | Nashville Predators              | NHL         | 21  | 3  | 3  | 6   | 14  | 9  | 2 | 1 | 3  | 10 |
| 2018–2019   | Nashville Predators              | NHL         | 64  | 10 | 10 | 20  | 44  | —  | — | — | —  | —  |
|             | Philadelphia Flyers              | NHL         | 19  | 2  | 4  | 6   | 30  | —  | — | — | —  | —  |
| NHL totalt  | NHL totalt                       | NHL totalt  | 245 | 42 | 47 | 89  | 218 | 11 | 3 | 1 | 4  | 12 |
| AHL totalt  | AHL totalt                       | AHL totalt  | 139 | 31 | 48 | 79  | 257 | 11 | 3 | 1 | 4  | 12 |
| OHL totalt  | OHL totalt                       | OHL totalt  | 108 | 48 | 65 | 113 | 211 | 14 | 4 | 6 | 10 | 24 |
| USHL totalt | USHL totalt                      | USHL totalt | 59  | 19 | 17 | 36  | 105 | 2  | 1 | 0 | 1  | 17 |